# Pagrus pagrus
Pagrus pagrus is een  straalvinnige vissensoort uit de familie van zeebrasems (Sparidae). De wetenschappelijke naam van de soort werd als Sparus pagrus in 1758 gepubliceerd door Carl Linnaeus.
De soort staat op de Rode Lijst van de IUCN als Niet bedreigd (veilig) (LC), beoordelingsjaar 2017.